# Кравцов, Евгений Иванович
Евгений Иванович Кравцов (16 марта 1964 — 12 декабря 2012) — белорусский банкир, экономист, продюсер и режиссёр. Один из создателей, а затем управляющий одного из первых коммерческих банков в Республике Беларусь АКБ «МинскКомплексБанк». Продюсер и режиссёр юмористических передач «Отбой», «Банка Комиксов» и полнометражных фильмов «Армия Спасения» (2000) и «Золотой Автомобиль» (2009). Продюсер первого альбома группы «Ляпис Трубецкой» «Ранетое сердце» (1996).

## Банковская деятельность
«МинскКомплексбанк» был образован в феврале 1996 года в результате выделения из состава Комплексбанка его минского филиала и объединения с Монолитбанком.
В 1997 году, инвестировав в уставной фонд 3 млн долларов, владельцем 49 % акций «Минсккомлексбанка» стал ОНЭКСИМбанк, входящий в группу российского предпринимателя Владимира Потанина.
До апреля 2002 года Евгений Кравцов — председатель правления ЗАО «АКБ МинскКомплексБанк».
В 2004 году, решением районного суда Минска Евгений Кравцов приговорен к девяти годам лишения свободы с конфискацией имущества и пятилетним поражением в правах.

В 2005 году Указом президента Республики Беларусь «МинскКомплексБанк» был присоединен к государственному банку АСБ «Беларусбанк» и прекратил свое существование.

## Кино
Евгений Кравцов — соавтор сценария, режиссёр и продюсер полнометражного фильма «Армия Спасения», вышедшего в прокат в 2000 году. Также режиссёр и продюсер полнометражной комедии «Золотой Автомобиль» по мотивам романа Ене Рейте.

## Музыка
С 1995 по 2009 год в здании к/т «Октябрь», по пр. Независимости, 93 в г. Минске действовала студия звукозаписи Евгения Кравцова «Меццо-форте». В разное время на студии записывались: «Жуки», «Ляпис Трубецкой», «Леприконсы». 

## Семья и личная жизнь
Мать — Галина Ивановна Кравцова, профессор, кандидат экономических наук; автор более 20 учебников.
Отец — Иван Яковлевич Кравцов, подполковник милиции, служил в ОБХСС.
Жена — Людмила Сергеевна Кравцова, белорусская певица, актриса кино и театра;
- пять детей:
  - Сын, Иван Кравцов — участник команды Виктора Бабарико на президентский выборах 2020 года в Белоруссии, исполнительный секретарь Координационного совета оппозиции.
  - Сын, Глеб Кравцов
  - Дочь, Мария Кравцова
  - Дочь, Анна Кравцова.
  - Дочь, Александра Кравцова.

Кравцов Евгений до августа 2007 года проживал в г. Минске. С 2008 года до своей смерти проживал в г. Серпухове, Московской области.
6 декабря 2012 был доставлен в Серпуховскую городскую больницу имени Семашко Н. А., где, находясь в отделении реанимации, 12 декабря 2012 года скончался.
Похоронен на кладбище д. Барань (Борисовский район, Минская область) при Свято-Ксениевском женском монастыре.